# Elecciones federales de Suiza de 1935

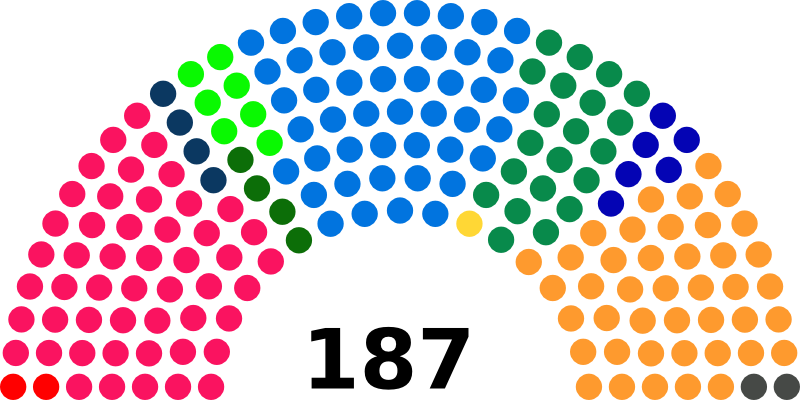
Diagrama del Consejo Nacional tras las elecciones de 1935

Las elecciones federales de Suiza fueron realizadas el 27 de octubre de 1935. El Partido Socialista logró imponerse en el Consejo Nacional, obteniendo 50 de los 187 escaños.

## Resultados

### Consejo Nacional
| Partido                                                    | Votos     | %    | Escaños | +/–   |
| ---------------------------------------------------------- | --------- | ---- | ------- | ----- |
| Partido Socialista                                         | 255.843   | 28.0 | 50      | +1    |
| Partido Radical Democrático                                | 216.664   | 23.7 | 48      | –4    |
| Partido Demócrata Cristiano                                | 185.052   | 20.3 | 42      | –2    |
| Partido de los Agricultores, Comerciantes e Independientes | 100.300   | 11.0 | 21      | –9    |
| Alianza de los Independentes                               | 37.861    | 4.1  | 7       | Nuevo |
| Partido Liberal Democrático                                | 30.476    | 3.3  | 6       | 0     |
| Juventud Agrícola                                          | 28.161    | 3.1  | 4       | Nuevo |
| Frente Nacional                                            | 13.740    | 1.5  | 1       | Nuevo |
| Partido Comunista                                          | 12.569    | 1.4  | 2       | 0     |
| Partido Liberal Socialista                                 | 11.078    | 1.2  | 0       | Nuevo |
| Grupo Sociopolítico                                        | 10.665    | 1.2  | 3       | +1    |
| Partido Popular Evangélico                                 | 6.780     | 0.7  | 1       | 0     |
| Unión Nacional                                             | 4.334     | 0.5  | 1       | Nuevo |
| Lista General del Pueblo                                   | 4.334     | 0.5  | 1       | Nuevo |
| Otros partidos                                             | 4.334     | 0.5  | 0       | –     |
| Votos en blanco/nulos                                      | 22.233    | –    | –       | –     |
| Total                                                      | 935.756   | 100  | 187     | 0     |
| Participación electoral                                    | 1.194.910 | 78.3 | –       | –     |
| Fuente: Mackie & Rose, Nohlen & Stöver.                    |           |      |         |       |

### Consejo de los Estados
En varios estados federales, los miembros del Consejo de los Estados fueron elegidos por los parlamentarios cantonales.
| Partido                                                    | Escaños | +/– |
| ---------------------------------------------------------- | ------- | --- |
| Partido Demócrata Cristiano                                | 19      | +1  |
| Partido Radical Democrático                                | 15      | –4  |
| Partido de los Agricultores, Comerciantes e Independientes | 3       | 0   |
| Partido Socialista                                         | 3       | +1  |
| Partido Democrático Liberal                                | 2       | +1  |
| Grupo Sociopolítico                                        | 0       | 0   |
| Otros partidos                                             | 2       | +1  |
| Total                                                      | 44      | 0   |
| Fuente: Nohlen & Stöver                                    |         |     |